# Andrea Ypsilanti
Andrea Ypsilanti (z domu Dill, ur. 8 kwietnia 1957 w Rüsselsheim am Main) – polityk Socjaldemokratycznej Partii Niemiec. Jest członkiem parlamentu krajowego (landtagu) Hesji, a od marca 2003 przewodniczącą związku krajowego SPD. Ypsilanti jest ponadto od stycznia 2007 przewodniczącą krajowej frakcji parlamentarnej SPD, a tym samym główną przywódczynią opozycji. W wyborach do parlamentu krajowego 27 stycznia 2008 była główną kandydatką swojego ugrupowania.

## Poglądy polityczne
Andrea Ypsilanti zalicza się do lewej frakcji SPD. Stała się znana w całych Niemczech po tym, jak w 2003 oponowała przeciwko pakietowi reform Hartza wprowadzanemu przez kanclerza Gerharda Schrödera, który uznawała za społecznie niesprawiedliwy.
Ponownie zwróciła uwagę opinii publicznej w lutym 2005 po tym, jak nawoływała do bojkotowania Deutsche Banku. Przyczyną takiej reakcji Ypsilanti były ogłoszone przez prezesa zarządu banku, Josefa Ackermanna plany zwolnienia 6400 pracowników w celu zwiększenia rentowności. Ponadto Ypsilanti należy do zwolenników solidarnego ubezpieczenia obywatelskiego – ubezpieczeń socjalnych o stałej stawce procentowej.